# Cofilin-2
Cofilin-2‏ (Cofilin 2 (Muscle), isoform CRA_a) هوَ بروتين يُشَفر بواسطة جين Cofilin-2 في الإنسان.